# Bob Rock
Bob Rock, pravim imenom Robert Rock, jedan je od glavnih likova u talijanskom stripu "Alan Ford". Tajni je agent Grupe TNT i najbolji prijatelj Alana Forda. Vlasnik je psa Nosonje. Prvi put se pojavljuje u epizodi "Grupa TNT".

## Životopis
Bob Rock rođen je u kriminalnoj obitelji. Njegov otac Ebenezer osuđen je zbog svojih zločina na smrtnu kaznu i pogubljen na električnoj stolici, a njegova majka poginula je tijekom pljačke banke gdje su je ubili policajci. Bob Rock ima još 3 brata blizanca koja se zovu Tim, Tom i Tumb, a koja su imena dobila tako što je njihov pijani otac u bolnici, nakon njihovoga rođenja, a upitan o imenima za sinove, pao niz stepenice i onda im je bolnička službenica upisala imena po zvuku koji je pri padu proizvelo udaranje njegove glave o stepenice i pod. Za razliku od Boba, njegova braća se bave kriminalom. Bob se dragovoljno prijavio kao tajni agent u Grupu TNT, ali je morao dugo čekati jer je ispred njega već bio Grunf, bivši njemački znanstvenik koji je također htio postati član grupe. Kad je napokon na njega došao red, Debeli šef ga nije htio primiti jer dolazi iz zločinačke obitelji. Srećom, iza zavjese je bio Broj 1 koji se brzo upleo i natjerao Šefa da primi Boba u grupu, te je on tako postao član Grupe TNT. Bob otada živi i radi kao tajni agent. Doživio je mnoga razočaranja u ljubavi, dobio psa Nosonju na brigu i postao meta za grudanje dječaka u susjedstvu tijekom zime. Živčan je i lako se naljuti, a njegovi su otrovni komentari najčešće upućeni Broju 1 s kojim se gotovo neprestano svađa. Voli se buniti zbog nepravde i siromaštva, zbog čega je redovita žrtva snažnijih i moćnijih od njega. Često podmeće i svima ostalima, čak i kad je na tajnom zadatku. Njegova braća su u zatvoru u Yumi gdje ih Bob često posjećuje, iako ga ondašnji stražar ne voli.

## Izgled
Bob je vrlo niska rasta (samo 150 cm), zbog čega je smatran patuljkom. Vrlo je mršav (samo 47 kg) i ima veliki nos. Star je 35 godina i ima crnu kosu. Obučen je u škotski ogrtač. On je autoportret crtača stripa, Magnusa.

## Citati
- Bolje živjeti sto godina kao milijunaš nego sedam dana u bijedi!

- Bjež'mo, Alane, njih su dvojica, a mi smo sami!

- Bolje biti bogat i zdrav, jer ako si siromašan, džaba ti to što si bolestan.

- Ne bi bio živ, kad ne bi zbog nečega umro. (Jeremiji)

## Unutarnje poveznice
- Alan Ford

- Broj 1

- Grupa TNT

- Nosonja